# Rosanna Falasca

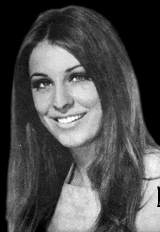

Rosanna Inés Falasca (* 27. April 1953 in Humboldt, Santa Fe; † 20. Februar 1983 in Don Torcuato) war eine argentinische Tangosängerin.

## Leben und Wirken
Falasca trat bereits zehnjährig mit der Gruppe ihres Vaters Ado Falasca auf, bald auch in den regionalen Radio- und Fernsehsendern der Provinzen Córdoba und Santa Fe. Bei einem Konzert in Rafaela hörte sie ein Produzent und lud sie nach Buenos Aires ein. Dort meldete sie ihr Vater 1969 zu dem von Juan Carlos Thorry geleiteten Wettbewerb Grandes valores del tango bei Canal 9 an, wo sie die erste Runde mit dem Tango Madreselva gewann. 1970 nahm sie ihre erste LP auf und unternahm darauf ihre erste Tournee durch Uruguay und dann fast alle zentralamerikanischen Staaten.
Sie war erfolgreich mit verschiedenen Auftritten in Filmen und bei Festivals und schloss sich neben María Graña, Rubén Juárez, Reynaldo Martín und anderen der Cruzada joven del tango an. 1971 nahm sie beim Label Diapasón mit dem Orchester Luis Stazos und dem Orchester Lito Escarsos weitere Lieder auf. Bei EMI-Odeon entstanden 1975 Aufnahmen mit Raúl Garellos Orchester. Ihre letzten Aufnahmen sang sie 1982 bei Polydor, begleitet vom Orchester und Quartett Orlando Trípolis. Ihren letzten Auftritt hatte sie in Eduardo Bergara Leumanns Botica del Ángel. Nachdem es Gerüchte über eine Krebserkrankung gegeben und Falasca sich im Herbst 1982 einer Operation unterzogen hatte, starb sie im Februar 1983 im Alter von 29 Jahren.

## Aufnahmen
- Amor de verano
- Bajo mi piel
- Dos corazones
- Balada para un loco
- Sin lágrimas
- Rondando tu esquina
- Más solo que nunca
- Madreselva
- El último organito
- Pero yo sé
- La última curda
- Nostalgias
- Sur
- El pañuelito
- Biensita